# Haviland (Ohio)
Haviland es una villa ubicada en el condado de Paulding en el estado estadounidense de Ohio. En el Censo de 2010 tenía una población de 215 habitantes y una densidad poblacional de 211,23 personas por km².

## Geografía
Haviland se encuentra ubicada en las coordenadas 41°1′4″N 84°35′7″O / 41.01778, -84.58528. Según la Oficina del Censo de los Estados Unidos, Haviland tiene una superficie total de 1.02 km², de la cual 1.02 km² corresponden a tierra firme y (0%) 0 km² es agua.

## Demografía
Según el censo de 2010, había 215 personas residiendo en Haviland. La densidad de población era de 211,23 hab./km². De los 215 habitantes, Haviland estaba compuesto por el 96.28% blancos, el 0.47% eran afroamericanos, el 0% eran amerindios, el 0% eran asiáticos, el 0% eran isleños del Pacífico, el 2.33% eran de otras razas y el 0.93% pertenecían a dos o más razas. Del total de la población el 5.58% eran hispanos o latinos de cualquier raza.